# Alberto Giraudo
Alberto Giraudo (* 27. Juni 1983) ist ein ehemaliger italienischer Tennisspieler.

## Karriere
Giraudo spielte in seiner Karriere hauptsächlich auf der ITF Future Tour und der ATP Challenger Tour. Auf der Future-Tour gelangen ihm im Einzel zwei und im Doppel ein Titel.
Ab 2010 nahm er nicht mehr regelmäßig an Tennisturnieren teil, ehe er 2015 in Kitzbühel bei den Generali Open Kitzbühel durch eine Wildcard zu seinem einzigen Auftritt auf der ATP World Tour kam. An der Seite seines Landsmannes Fabio Fognini unterlag er in der ersten Runde der Doppelkonkurrenz Mariusz Fyrstenberg und Santiago González in zwei Sätzen.